# Complexum

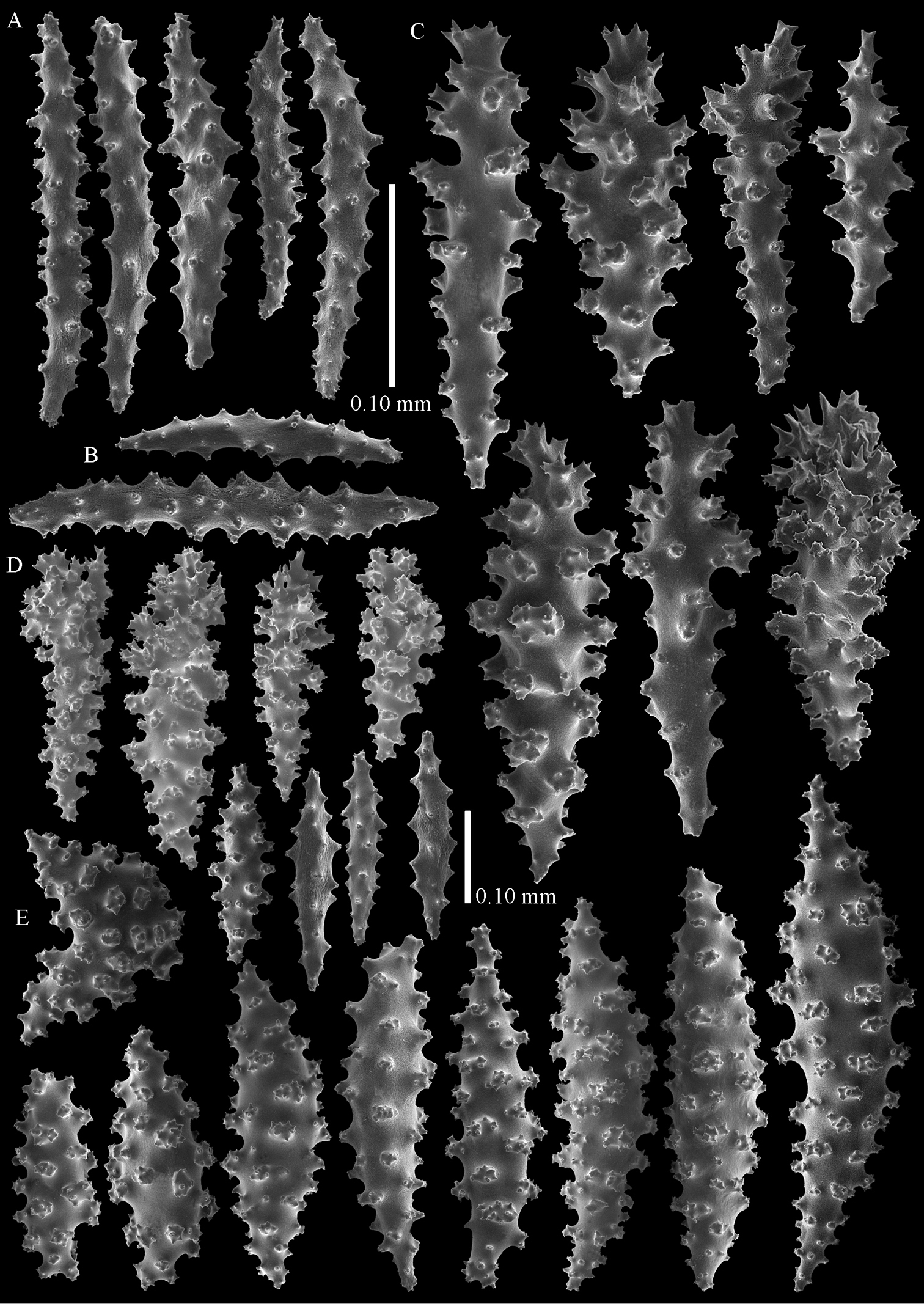
Complexum pusillum sp. n., holotipo. A: husos de puntos; B: husos del collaret C–D: clubs o mazos de capa superficial E: husos del interior.

Complexum es un género de octocorales de la familia Alcyoniidae.
Estos animales pertenecen a los corales blandos, así denominados porque, al contrario de los corales duros, no generan un esqueleto de carbonato cálcico, por lo que no son generadores de arrecife. 

## Taxonomía
La organización taxonómica de las especies, géneros, familias y órdenes de la clase Anthozoa viene siendo, desde el siglo XIX, materia apasionante para los científicos. Dado el que se vienen descubriendo y describiendo gran cantidad de nuevas especies, y, a que la observación de las mismas mediante análisis mitocondriales, filogenéticos y por PCR, así como a las imágenes proporcionadas por el microscopio electrónico de barrido, revelan resultados que obligan a reclasificar muchas de ellas.
El género Complexum surge a raíz de un estudio de Van Ofwegen, Aurelle y Sartoretto, 2014, quienes descubren una nueva especie, Complexum pusillum, y, tras analizar varias especies del género Alcyonium mediante análisis filogenéticos, concluyen que varias de las especies analizadas están emparentadas con la nueva especie, y conforman junto a ella un nuevo género: Complexum.

## Especies
El Registro Mundial de Especies Marinas reconoce las siguientes especies:
- Complexum caparti (Tixier-Durivault, 1955)
- Complexum globosum (Tixier-Durivault, 1955)
- Complexum gruveli (Tixier-Durivault, 1955)
- Complexum laxum (Tixier-Durivault, 1955)
- Complexum miniatum (Tixier-Durivault, 1955)
- Complexum monodi (Tixier-Durivault, 1955)
- Complexum patulum (Tixier-Durivault, 1955)
- Complexum pobeguini (Tixier-Durivault, 1955)
- Complexum pusillum Van Ofwegen, Aurelle & Sartoretto, 2014
- Complexum strictum (Tixier-Durivault, 1955)

## Morfología
Las colonias forman láminas incrustantes o son lobuladas. Sus pólipos son monomórficos y retráctiles. Las espículas de los pólipos son puntiagudas y dispuestas en espigas, las del cenénquima, o tejido común colonial, son husos anchos y ovales, con tubérculos simples y complejos. El polipario adicionalmente puede tener espículas del tipo "club" en la capa superficial. Cuando están preservadas, las colonias pueden ser blancas o coloreadas, las espículas pueden, o no, tener coloración. Carecen de zooxantelas.